# Министар без портфеља
Министар без портфеља је министар који није старјешина министарства, али је по положају члан владе.

## Србија
Министри без портфеља могу постојати у Влади Републике Србије. Њихов број одређује Народна скупштина Републике Србије при сваком избору Владе, а на предлог кандидата за предсједника Владе. Одлуку о задужењима министара без портфеља доноси предсједник Владе.
Влада може оснивати службе за стручне или техничке послове за потребе Владе или за послове који су заједнички министарствима и посебним организацијама. Службу може водити директор службе или министар без портфеља.
Сличан положај министрима без портфеља имају и потпредсједници Владе који нису истовремено и министри. Они такође раде по задужењима предсједника Владе, али у састав Владе улазе у својству потпредсједника.
У актуелном сазиву Владе Републике Србије из октобра 2022. постоје три министра без портфеља и то су Новица Тончев, Ђорђе Милићевић и Един Ђерлек.

## Уједињено Краљевство
Министри без портфеља постоје у Кабинету Уједињеног Краљевства. Ово звање се може називати само тако (енгл. ministers without portfolio), али могу имати и посебне називе који се сматрају синекуром. Двије најпознатије синекуре најчешће су лорд чувар Тајног печата (енгл. Lord Privy Seal) и канцелар Војводства Ланкастер (енгл. Chancellor of the Duchy of Lancaster).
У британској влади постоје три категорије краљевских министара: државни секретари, државни министри и парламентарни секретари. Државни секретари стоје на челу најважнијих министарстава и увијек су чланови Кабинета, а са њима су изједначени и министри без портфеља (синекуре). Државни министри и парламентарни секретари сматрају се тзв. млађим министрима и нису чланови Кабинета по својој функцији.
Некада су министри без портфеља (синекуре) истовремено и државни министри. Изузетно, државни министри могу бити чланови Кабинета и по својој функцији када су у том својству изабрани од премијера. Често је барем један државни министар у секретаријату владе (енгл. Cabinet Office) постављен за члана Кабинета.

## Друге земље
Црна Гора — министар без портфеља је министар који не руководи министарством и обавља послове које му повјери предсједник Владе, а који се односе на поједине области рада Владе и може руководити радом радног тијела Владе.
Русија — министри без портфеља се називају министри Руске Федерације (рус. министры Российской Федерации). Поред њих, чланови владе који не стоје на челу министарстава могу бити и замјеници предсједника владе. Једно од ових звања се најчешће додјељује генералном секретару владе (рус. Руководитель Аппарата Правительства).
Њемачка — министар без портфеља се назива савезни министар за посебне послове (њем. Bundesminister für besondere Aufgaben). Ово звање се додјељује генералном секретару владе (њем. Chef des Bundeskanzleramts) што га чини и чланом владе.